# Петровський сільський округ (Єсільський район)
Петро́вський сільський округ (каз. Петров ауылдық округі, рос. Петровский сельский округ) — адміністративна одиниця у складі Єсільського району Північноказахстанської області Казахстану. Адміністративний центр — село Петровка.
Населення — 1358 осіб (2021; 1891 у 2009, 2668 у 1999, 3572 у 1989).
Станом на 1989 рік існували Мерекенська сільська рада (села Жекеколь, Осідле) та Петровська сільська рада (села Бірлік, Маденієт, Петровка). Села Жекеколь та Осідле ліквідовано 2024 року.

## Склад
До складу округу входять такі населені пункти:
| Населений пункт | Старі назви | Населення, осіб (1989) | Населення, осіб (1999) | Населення, осіб (2009) | Населення, осіб (2021) |
| --------------- | ----------- | ---------------------- | ---------------------- | ---------------------- | ---------------------- |
| Бірлік, село    | Тулебай     | 494                    | 467                    | 276                    | 155                    |
| Жекеколь, село  | -           | 312                    | 233                    | 129                    | 19                     |
| Маденієт, село  | -           | 63                     | 66                     | 42                     | 29                     |
| Петровка, село  | -           | 1985                   | 1451                   | 1281                   | 1122                   |
| Осідле, село    | -           | 718                    | 451                    | 163                    | 33                     |